# Parafia św. Andrzeja Boboli w Dworszowicach Pakoszowych
Parafia św. Andrzeja Boboli w Dworszowicach Pakoszowych – parafia rzymskokatolicka z siedzibą w Dworszowicach Pakoszowych, znajdująca się w archidiecezji częstochowskiej, w dekanacie Pajęczno.